# Cómico de la legua

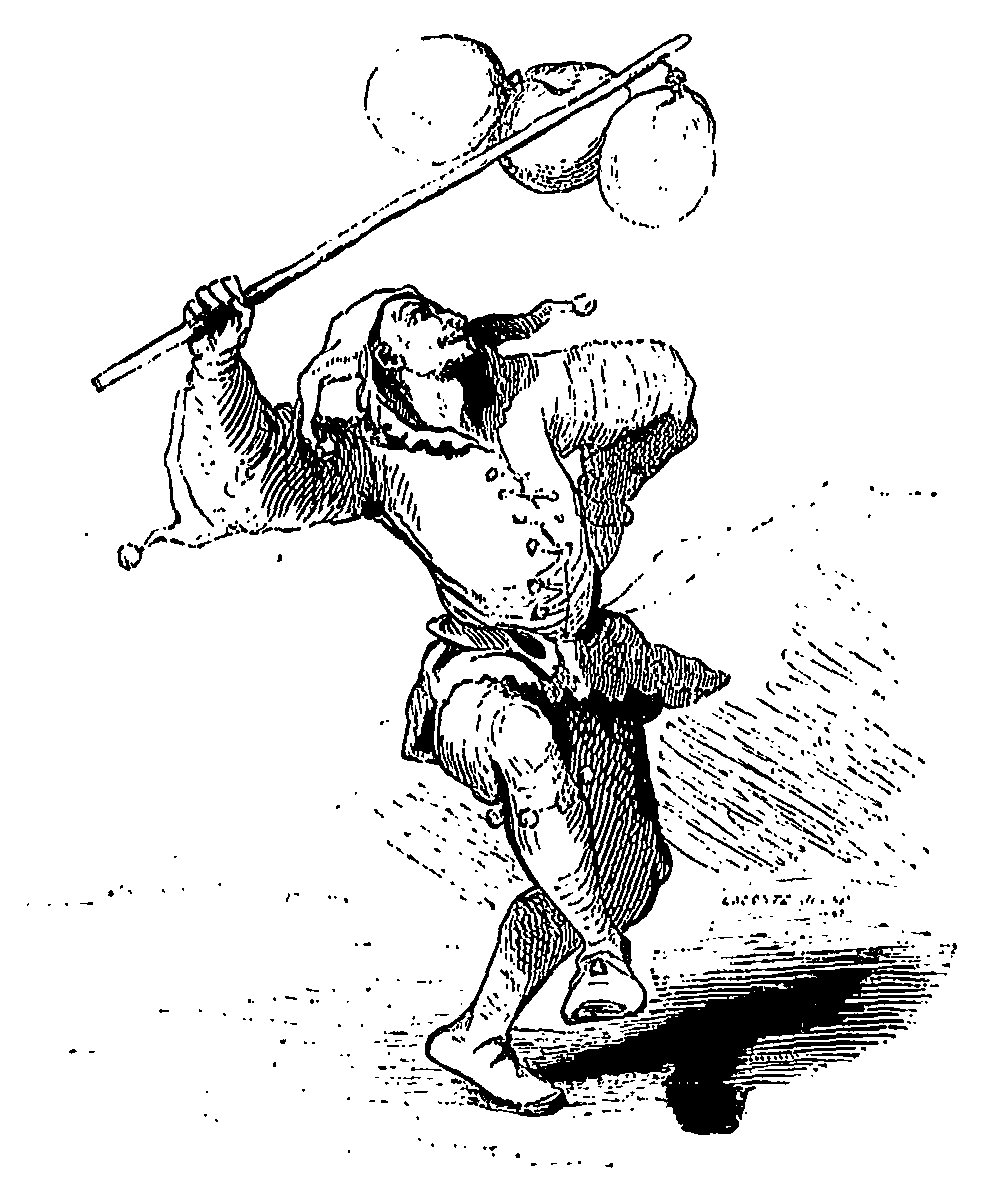
Un cómico de la legua de la bojiganga de Maese Angulo el Malo, según ilustración de 1837, aparecida en el Quijote de Viardot (capítulo XI del tomo II: El ingenioso caballero don Quijote de la Mancha).

Cómico de la legua es el comediante nómada que en el Renacimiento y durante el Siglo de Oro español, solo o formando pequeñas compañías, hacía sus representaciones en pequeñas poblaciones de un circuito rural que recorría a pie, en caballerías o carros. El nombre de esta forma de teatro itinerante tuvo su origen en la naturaleza trashumante de los cómicos y más concretamente en la obligación por ley de acampar a una legua de la población en la que iban a actuar.

## Historia
Los cómicos de la legua, variante pícara y castiza de la commedia dell'arte italiana, fueron ordenadamente enumerados y descritos por Agustín de Rojas Villandrando, en 1603, en su obra semiautobiográfica El viaje entretenido, donde diferencia hasta ocho tipos de comediantes ambulantes de la época: bululú, ñaque, gangarilla, cambaleo, garnacha, bojiganga, farándula y compañía.
José Deleito, en uno de sus estudios sobre la España de Felipe IV, con pareja amenidad que Rojas Villandrando pero mayor rigor histórico sitúa la historia del "nomadismo teatral", "bohemia farandulera" de "astrosos farsantes", a todo lo largo del reinado de los Austrias y facilita una relación de citas halladas en narraciones de costumbres y novelas picarescas, que nos dan las claves de este fenómeno de la dramaturgia peninsular.
Recogiéndo esas mismas citas, encontramos esta descripción de Vélez de Guevara de una compañía que recala en una venta:  

"Venían las damas en jamugas, con bohemios, sombreros con pluma y mascarillas en los rostros; los chapines con plata, colgando de los respaldares de los sillones; y ellos, unos con portamanteos sin cojines, y otros sin cojines ni portamanteos, las capas dobladas debajo, las valonas en los sombreros, con alforjas detrás, y los músicos, con las guitarras en cajas delante de los arzones".
El diablo Cojuelo, Luis Vélez de Guevara.

En El donado hablador, narrando una anécdota ocurrida "en un lugar de Castilla, un día de Corpus", nos enteramos de que cuando la compañía de cómicos profesionales era demasiado pequeña, o menguada por enfermedades o fugas, era frecuente que la juventud del lugar se prestase a participar en la representación, anticipando lo que siglos más tarde sería el teatro de aficionados. Otro dato, relatado también en El donado hablador es el del pluriempleo de los cómicos de la legua y posteriores representantes; tal es la experiencia de Alonso (El mozo de muchos amos) que mientras sirvió a un director de escena en Sevilla, tenía que escribir los anuncios por las mañanas, hacer de portero desde la una a la puerta del teatro, cuidar luego de los enseres teatrales y salir por fin en la comedia como comparsa, bailarín o racionista.
También Deleito, citando a Casiano Pellicer, menciona el escrito que en 1647, el cómico Ortiz, dirige a Felipe IV, para que interceda en la moralidad de la farándula, contando que "...suelen estar en las compañías no permitidas hombres delincuentes y frailes y clérigos fugitivos; y con capa de representantes, y de andar siempre de unos lugares en otros, se libran y esconden de las justicias, viviendo con grandes desórdenes y escándalos...".
En otro clásico de la picaresca, el Estebanillo González, queda referida una cita que puede servir de telón, si en la anterior era pluriempleo, ahora será impago:

"Díjome tal dama una tarde... que, si quería servir, que me recibiría de mil amores, y que no era uso dar salario a los mozos de comedia, porque no necesitaban de nada por los provechos que tenían, que si éstos faltaran en su casa, que ella alcanzaría con el autor que tocara la caja en las villas o que pusiese los carteles.".
Estebanillo González (de autor anónimo)

## Cómicos de postguerra
En 1980, José Sanchis Sinisterra estrena la obra Ñaque o de piojos y actores en la que muestra la vida de los 2 actores de una de estas compañías de cómicos de la legua, no lejana de las que durante los años de la posguerra iban por los pueblos haciendo sus pequeñas funciones, que también aparecen retratadas en su obra ¡Ay, Carmela!.
En 1985, el actor español Fernando Fernán Gómez rindió homenaje a la vida de los cómicos ambulantes de la postguerra española en su novela  El viaje a ninguna parte, que luego llevó al cine con el mismo título. La historia, una mezcla de relato biográfico y de homenaje postrero a los últimos cómicos de la legua, transcurre por rutas de la geografía manchega, yendo y viniendo "de pueblo en pueblo... Siempre de camino, como en la canción de Los Panchos", en palabras del propio Fernán Gómez. Componiendo quizá también el último cuadro quijotesco y tragicómico de una bojiganga cervantina del siglo XX.